# V (MY FIRST STORYのアルバム)
「V」（ファイブ）は、MY FIRST STORYのアルバム。2020年8月12日にリリース。

## 概要
前作「S・S・S」から約1年10ヶ月ぶりのアルバム。
2020年08月24日付オリコン週間 アルバムランキングで2位を獲得した。

## 収録曲
1. V
作曲・編曲：MY FIRST STORY
2. アンダーグラウンド
作詞：Hiro 作曲：Nob 編曲：MY FIRST STORY
3. 無告
作詞：Hiro 作曲：Nob 編曲：MY FIRST STORY
4. plastic
作詞：Hiro 作曲：Nob 編曲：MY FIRST STORY
5. Starting Over
作詞：Hiro 作曲：Nob 編曲：MY FIRST STORY
6. 証
作詞：Hiro 作曲：Teru 編曲：MY FIRST STORY
7. あいことば
作詞：Hiro 作曲：Nob 編曲：MY FIRST STORY
8. moonlight
作詞：Hiro 作曲：Nob 編曲：MY FIRST STORY
9. ハイエナ
作詞：Hiro 作曲：Sho 編曲：MY FIRST STORY
10. 大迷惑
作詞：Hiro 作曲：Nob 編曲：MY FIRST STORY
11. 1,000,000 TIMES
作詞：Hiro 作曲：Nob 編曲：MY FIRST STORY シングルではEGOISTのchellyと共演していたが、本作では、Hiroのみが歌唱したバージョンが収録されている。
12. 猿真似ドロップアウト
作詞：Hiro 作曲：Nob 編曲：MY FIRST STORY
13. アンダードッグ Feat.JESSE (The BONEZ/RIZE)                                                                   作詞：Hiro 作曲：Nob 編曲：MY FIRST STORY